# Escabetx
L'escabetx és un tipus de confitat en una base de vinagre, espècies i sal, que té l'objectiu de conservar aliments. L'efecte conservador de l'escabetxat està en l'acció combinada de la lleugera pèrdua d'aigua que es produeix durant el procés, el descens del pH degut a l'addició de l'àcid acètic (del vinagre) i a l'acció de la sal i algunes espècies afegides, com el pebre roig.

## Etimologia

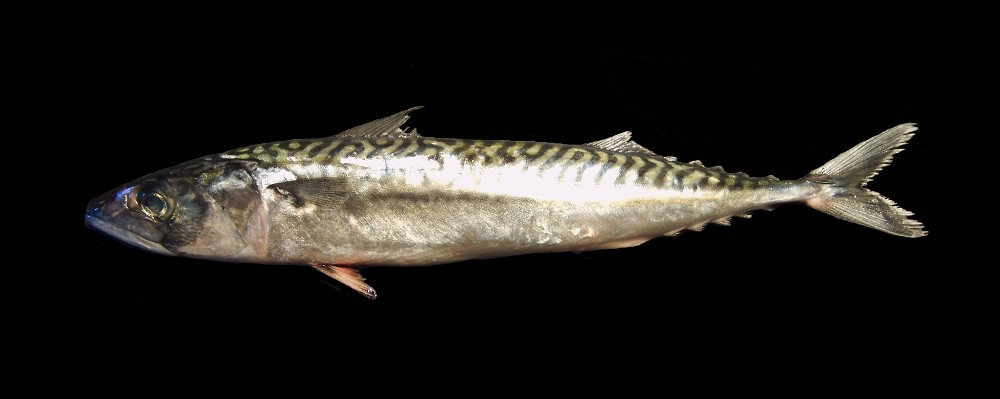
El verat és un peix ideal per escabetxar

Hi ha autors que afirmen que la paraula «escabetx» ve directament del persa sikbaj, que vindria a voler dir "estofat de vinagre". Per a en Joan Coromines aquesta paraula no ve del castellà escabeche sinó al contrari, ja que si s'hagués adaptat la paraula castellana directament de l'arabopersa aquesta hagués esdevingut escabej o escabeje. Segons Coromines, el mot català és el que hauria entrat a les altres llengües llatines d'Europa, amb el concepte de la idea.

## Origen
L'escabetx de peix es basa en el peix fregit, que ja feien els romans i amanien amb una barreja d'oli d'oliva, vinagre i vi, condimentada amb herbes aromàtiques i altres condiments triturats al morter. Sembla que la tècnica culinària precisa de l'escabetx va ser creada paral·lelament pels perses i els àrabs i va ser introduït per a aquests darrers als Països Catalans a l'edat mitjana. Els àrabs el feien amb carn i molt rarament amb peix, però al receptari català Llibre de Sent Soví, del segle xiv, hi ha ja tres receptes d'escabetx, de les quals una és amb sardines, el que prova a alguns escriptors que el concepte ja havia guanyat una alta popularitat a l'època. De la cuina catalana es va estendre a Castella, Itàlia, França, Bèlgica i la resta d'Europa. Després, amb el contacte amb Amèrica, la idea general de l'escabetx seria exportada al nou continent.

## Preparacions
L'escabetx s'utilitza principalment per fer preparacions de peix blau, però també se'n fan de mariscs, com els musclo, d'aus, com els tords o les guatlles, de conill o de verdures, com l'albergínia. Als Països Catalans els més típics són els de peix. L'escabetx de perdiu es fa arreu de la península Ibèrica.
Entre els peixos més adients per escabetxar, cal mencionar la sardina, el seitó, el verat, el bacallà i la tonyina.
L'escabetx es fa a base d'oli d'oliva, vinagre i espècies com l'all, el pebre vermell dolç, les herbes aromàtiques (llorer, farigola, etc.) i altres espècies. També es pot afegir tires de ceba.
La preparació es pot conservar, si no fa molta calor, tres dies fora de la nevera. A la nevera es pot guardar tapat durant deu dies.

## Varietats

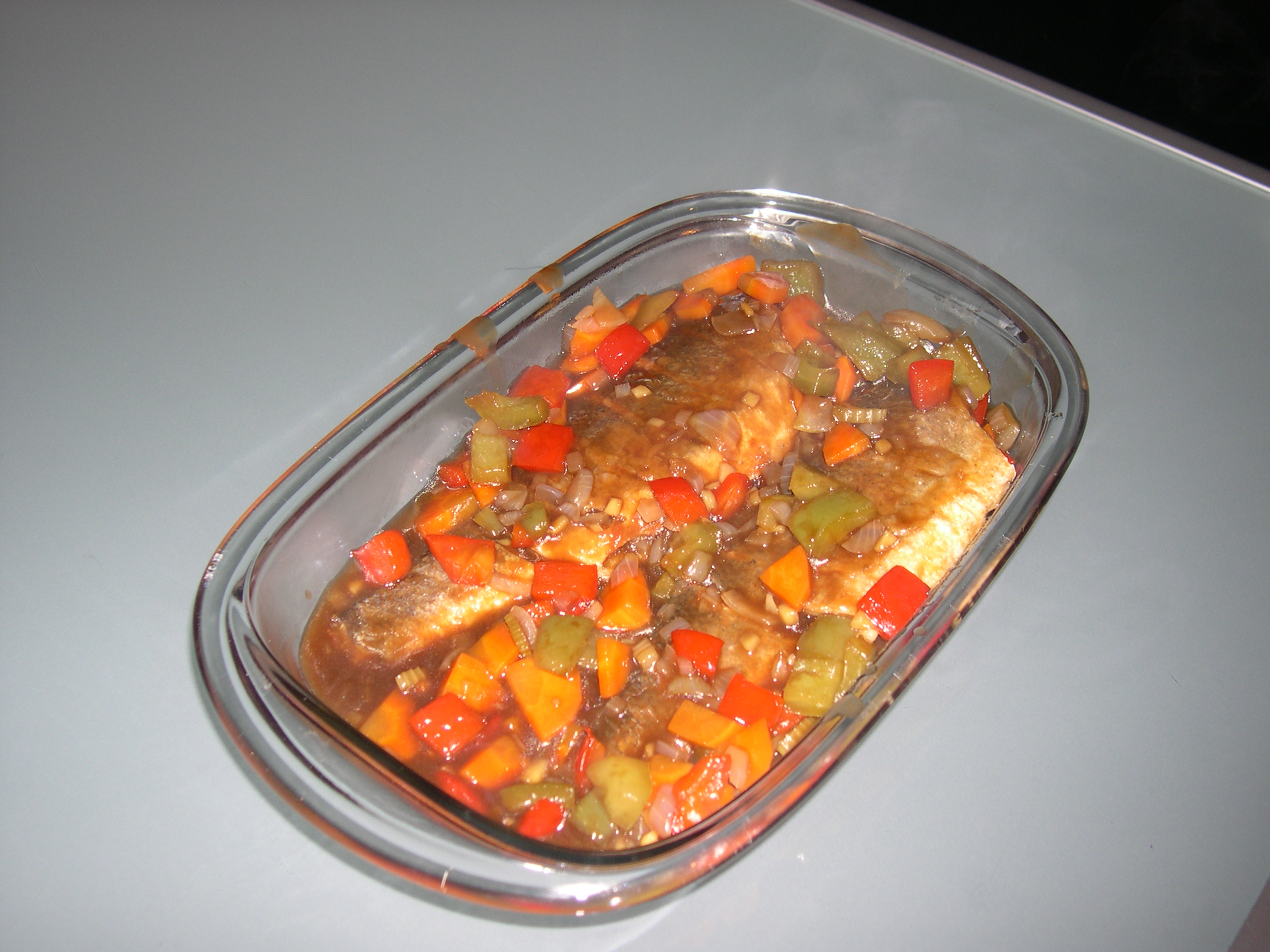
"Escabeche" de les Filipines.

Amb el nom d'escabetx s'inclouen productes diferents:
- Escabetxos freds: El peix se submergeix en el bany d'escabetx que conté vinagre (5-6% d'àcid acètic) i 7-8% de sal, a una temperatura de 10 °C-15 °C durant 4-6h, pH entre 4 - 4,5.
- Escabetxos bullits: El peix se sotmet a una cocció (10-20 min.) en un bany de sal (6-8%) i vinagre (4%), pH 4,6.
- Escabetxos fregits: El peix es fregeix i s'envasa en una solució que conté sal, vinagre i espècies. A Catalunya s'afegeix sovint llorer, all, farigola i pebre roig dolç en proporcions variables.

## Plats similars al món
- A les Filipines hi ha un plat a base de peix i verdures que es diu "escabeche"[7] potser basat en l'escabetx ibèric, que entraria durant el període de colonització espanyola de les illes.
- Al Japó, una forma similar de preparar peixos com els verats amb vinagre es coneix com a Nanbanzuke o nanban-zuke (南蛮漬け).[8]